# Henrietta Drake-Brockman
Henrietta Drake-Brockman (Perth, 27 juli 1901 -  8 maart 1968) was een West-Australische schrijfster.

## Vroege leven
Henrietta Drake-Brockman was enig kind van Roberta Jull, een Schots arts, en Martin Edward Jull, een ambtenaar. Ze werd geboren te Perth in 1901. Drake-Brockman liep school in Schotland en op een meisjesinternaat in Mittagong. Ze studeerde literatuur aan de Universiteit van West-Australië en kunst in H. van Raaltes studio in Perth.
In 1921, in de Anglicaanse 'Chapel of St Mary and St George' in Guildford, huwde ze Geoff Drake-Brockman. Geoff Drake-Brockman was commissaris van het 'Department of the North-West' en het koppel verhuisde naar Broome. Drake-Brockman was een talentrijke en onafhankelijke jonge vrouw. Ze keek uit naar het leven op de koloniale frontlijn en volgde haar man op al zijn excursies. Drake-Brockman publiceerde, onder het pseudoniem 'Henry Brockman', haar reisverslagen in het dagblad The West Australian. In 1926 werd het 'Department of the North-West' opgedoekt en keerde het koppel terug naar Perth.

## Carrière
Drake-Brockmans werd ondertussen als schrijfster erkend. Ze had over haar ervaringen in het noordwesten schetsen en verhalen geschreven en begin jaren 1930 bracht ze het vervolgverhaal The Disquieting Sex uit. De historische roman Blue North over het leven in de jaren 1870 verscheen in 1934 als vervolgverhaal in de Bulletin. In Sheba Lane, uitgebracht in 1936, gebruikte ze het toenmalige Broome als achtergrond. Younger Sons, uitgebracht in 1937, was een zorgvuldig gedocumenteerd verhaal over de kolonisatie van West-Australië. The Fatal Days, uitgebracht in 1947, speelde zich af in Ballarat tijdens de Tweede Wereldoorlog. In 1957 werd haar laatste roman uitgebracht, The Wicked and The Fair, over de belevenissen van de bemanning van de Batavia in 1629.
In de jaren 1930-40 schreef Drake-Brockman toneelstukken voor het theater in Perth. Naar eigen zeggen schreef ze liever toneelstukken dan romans maar waren er amper opportuniteiten toen ze daar mee begon. Ze slaagde er toch in enkele toneelstukken op de planken te krijgen. In 1932 in Perth en later in Melbourne werd The Man from the Bush opgevoerd. Dampier's Ghost kwam in 1934 en The Blister in 1937 op de planken. Haar meest gekende stuk, Men Without Wives, was in tegenstelling tot voorgaande toneelstukken geen monoloog, en won in 1938 een dramaprijs. Een aantal toneelstukken werd in 1955 onder de titel Men Without Wives and Other Plays uitgebracht. Zoals in haar eerste romans gingen de toneelstukken vooral over mensen die op afgelegen plaatsen leefden. Drake-Brockman bewonderde en schreef over het werk van Katharine Susannah Prichard. Drake-Brockman gaf verscheidene verzamelingen kortverhalen uit en de hare werden in 1948 onder de titel Sydney or the Bush uitgebracht.
Drake-Brockmans laatste boek, uitgebracht in 1963, betrof een grotendeels biografisch werk over de Antwerpse kapitein van de Batavia, François Pelsaert. Hiervoor gebruikte ze stukken uit Nederlandse archieven en de vertaling van de dagboeken van Pelsaert van de hand van E.D. Drok. Ze bezocht de mogelijke ligging van het scheepswrak zowel aan boord van een schip als vanuit de lucht. In januari 1955 beweerde Drake-Brockman in een stuk in Walkabout dat de werkelijke locatie van het wrak vermoedelijk niet die was die algemeen werd aangenomen. Ze schatte de werkelijke locatie vrij correct in. Acht jaar later werd ze erkend als een van de vier ontdekkers van het wrak. Ze maakte gebruik van een aqualong om het scheepswrak nabij de Houtman Abrolhos te onderzoeken. Het verst van het wrak verwijderde anker werd naar haar vernoemd, 'Henrietta's Anchor', en lag er anno 2015 nog steeds.
Drake-Brockman selecteerde en herwerkte een aantal Aboriginesverhalen die door K. Langloh Parker verzameld en in 1896 uitgebracht waren. Het werd in 1953 als kinderboek uitgebracht met illustraties van Elizabeth Durack. Dit boek, de Australian Legendary Tales editie uit 1953, won in 1954 de 'Children's Book of the Year Award for Older Readers', uitgereikt door de 'Children's Book Council of Australia'.

## Nalatenschap
Drake-Brockman was stichtend lid en voorzitster van de West-Australische afdeling van de 'Fellowship of Australian Writers' en bestuurslid van de Westerly.
In 1967 werd ze in de Orde van het Britse Rijk opgenomen.
Drake-Brockman stierf op 8 maart 1968 aan een beroerte en werd op het kerkhof van Karrakatta begraven. Haar man stierf in 1977. Ze lieten een zoon en een dochter na.